# Karl Dreier

Karl Dreier

Karl Heinrich Dreier (* 27. April 1898 in Bückeburg; † 14. September 1974 ebenda) war ein deutscher Politiker (NSDAP).

## Leben
Nach dem Volksschulabschluss und dem Besuch des Realgymnasiums in Bückeburg nahm Dreier von 1914 bis 1918 als Soldat am Ersten Weltkrieg teil. 1919 wurde er aus der Reichswehr entlassen. Er absolvierte von 1919 bis 1922 eine kaufmännische Ausbildung und arbeitete anschließend bis 1932 als kaufmännischer Angestellter bei verschiedenen Firmen.
Dreier trat zum 26. Februar 1926 in die NSDAP ein (Mitgliedsnummer 31.823), er war Gründer der NSDAP-Ortsgruppe Altenau und Bückeburg. Er wurde Bezirkskassenleiter und war von 1931 bis 1932 NSDAP-Bezirksleiter in Schaumburg, dann vom 1. Oktober 1932 bis 1. Mai 1938 und erneut von Oktober 1944 bis März 1945 Kreisleiter der Partei in Schaumburg-Lippe (NSDAP-Gau Westfalen-Nord). Er war von April bis Mai 1933 Mitglied des Schaumburg-Lippischen Landtages und amtierte vom 25. Mai 1933 bis April 1945 als Landespräsident des Freistaates Schaumburg-Lippe. Außerdem war er seit dem 12. November 1933 Mitglied des Reichstags und des Reichsrats. Vom 20. April 1944 bis zum April 1945 war Dreier auch Regierungsvizepräsident in Minden.
Nach Beginn des Zweiten Weltkrieges leistete er bis Juni 1940 im Rang eines Oberleutnants Heeresdienst bei der Wehrmacht und war ab November 1941 für zwei Jahre im Stab des stellvertretenden Generalkommandos des XI. Armeekorps in Hannover eingesetzt.
Am 17. Mai 1945 wurde er verhaftet und anschließend bis zum 1. November 1947 im Internierungslager Staumühle interniert. Sein Spruchgerichtsverfahren wurde am 25. Februar 1949 eingestellt. Nach zwei weiteren Entnazifizierungsverfahren wurde er 1950 zunächst in die Gruppe III und schließlich IV eingeordnet.